# Franz Leopold von Metzburg
 Franz Leopold von Metzburg (* 15. November 1746 in Graz; † 6. Oktober 1789 in Jassy) war ein österreichischer Diplomat.

## Familie
Franz Leopold, Freiherr von Metzburg, stammte einer vorderösterreichischen Familie, die sich in der Steiermark niedergelassen hatte. Er war ein Sohn des steirischen Landrechtssekretärs Christoph Augustin Freiherrn von Metzburg aus dessen Ehe mit Maria Katharina von Hitzelberg.
Sein Sohn Johann Nepomuk von Metzburg, aus der Ehe mit Marie v. Raab, war ebenfalls Staatsbeamter. Ein Bruder war der Jesuit und Mathematikprofessor Georg Ignaz von Metzburg, ein anderer Bruder Gottfried von Metzburg war ebenfalls Jesuit. Seine Schwester Barbara (1740–1786) war die Mutter der Generale Maximilian und Johann von Baumgarten (ältere Schreibweise: Paumgartten) und die Großmutter des Generals Franz Xaver von Paumgartten.

## Leben
Er trat in den diplomatischen Dienst ein. Zunächst bei der Gesandtschaft in Dresden tätig, wurde er 1771 als Gesandtschaftssekretär nach Neapel versetzt und 1774 als Geschäftsträger nach Kopenhagen. Danach kehrte er an den kursächsischen Hof nach Dresden zurück, wo er sieben Jahre blieb. Danach wurde er kaiserlicher Administrator des Konsulates in Jassy, wo er im Alter von erst 43 Jahren starb.
Er übersetzte die Schrift Meditazioni su vari punti di felicità pubblica e privata (Kopenhagen, C. Philibert, 1775) des gelehrten Kamaldulensers Isidoro Bianchi, der als Sekretär des neapolitanischen Gesandten nach Kopenhagen gekommen war, aus dem Italienischen: Betrachtungen über verschiedene Gegenstände der allgemeinen und einzelnen Glückseligkeit. (Kopenhagen 1775, 8°.), das der Kaiserin Maria Theresia gewidmet war.

## Werke
- Betrachtungen über verschiedene Gegenstände der allgemeinen und einzelnen Glückseligkeit. Kopenhagen, 1775